# 2006年美國聯盟冠軍賽
2006年美國聯盟冠軍賽是美國職棒大聯盟2006年球季的季後賽決定美國聯盟冠軍的系列賽。在底特律老虎和奧克蘭運動家之間進行，他们在美聯分區賽中分别擊敗了紐約洋基和明尼蘇達雙城。結果由底特律老虎四連勝橫掃奧克蘭運動家，闖入世界大賽。

## 概要

### 底特律老虎對奧克蘭運動家
底特律老虎以4勝0負赢得系列赛
| 场次 | 客队         | 比分 | 主队         | 日期     | 球场         | 观众人数 |
| ---- | ------------ | ---- | ------------ | -------- | ------------ | -------- |
| 1    | 底特律老虎   | 5：1 | 奧克蘭運動家 | 10月10日 | 麥考菲競技場 | 35,655   |
| 2    | 底特律老虎   | 8：5 | 奧克蘭運動家 | 10月11日 | 麥考菲競技場 | 36,168   |
| 3    | 奧克蘭運動家 | 0：3 | 底特律老虎   | 10月13日 | 聯信球場     | 41,669   |
| 4    | 奧克蘭運動家 | 3：6 | 底特律老虎   | 10月14日 | 聯信球場     | 42,967   |

## 逐場戰況

### 第一場
10月10日，奧克蘭，麥考菲競技場
| 底特律老虎 | 0 | 0 | 2 | 3 | 0 | 0 | 0 | 0 | 0 | 5 | 11 | 1 |
| 奧克蘭運動家 | 0 | 0 | 0 | 0 | 0 | 0 | 0 | 1 | 0 | 1 | 8  | 1 |
| 勝投： Nate Robertson（1–0） 敗投： 貝瑞·齊托（0–1） 全壘打： 老虎：布蘭登·英吉（3上,1分），伊凡·羅德里奎茲（4上,1分） 運動家：無 |   |   |   |   |   |   |   |   |   |   |    |   |

布蘭登·英吉在3局上敲出陽春砲得到此系列賽第一分，4局上伊凡·羅德里奎茲也敲出一發陽春砲棒打運動家先發貝瑞·齊托。
8局下，運動家在三壘有人情況下，靠著Jay Payton的滾地球推進得分，突破零分，不過攻勢無法延續，最終運動家以1比5敗下陣來。

### 第二場
10月11日，奧克蘭，麥考菲競技場
| 底特律老虎 | 0 | 1 | 0 | 4 | 0 | 2 | 0 | 0 | 1 | 8 | 11 | 0 |
| 奧克蘭運動家 | 1 | 0 | 2 | 0 | 0 | 1 | 1 | 0 | 0 | 5 | 11 | 1 |
| 勝投： 賈斯丁·韋蘭德（1–0） 敗投： Esteban Loaiza（0–1） 救援成功： Todd Jones （1） 全壘打： 老虎：Alexis Gomez（6上,2分），柯蒂斯·格蘭德森（9上,1分） 運動家：Milton Bradley（3下,2分），艾瑞克·夏維茲（6下,1分） |   |   |   |   |   |   |   |   |   |   |    |   |

3局下，Milton Bradley先突破賈斯丁·韋蘭德的封鎖，先擊出2分砲助運動家取得領先，不過4局上，老虎單局4支一壘安打攻下4分，6局上Alexis Gomez錦上添花再轟出2分砲。雖然運動家在6、7兩局各追回一分，不過9局上，又遭到柯蒂斯·格蘭德森的狙擊，最終老虎以8比5在客場取得2連勝。

### 第三場
10月13日，底特律，聯信球場
| 奧克蘭運動家 | 0 | 0 | 0 | 0 | 0 | 0 | 0 | 0 | 0 | 0 | 2 | 0 |
| 底特律老虎 | 2 | 0 | 0 | 0 | 1 | 0 | 0 | 0 | X | 3 | 6 | 0 |
| 勝投： 肯尼·羅傑斯（1–0） 敗投： 理查·哈登 （0–1） 救援成功： Todd Jones （2） 全壘打： 運動家：無 老虎：Craig Monroe（5下,1分） |   |   |   |   |   |   |   |   |   |   |   |   |

主場兩場全敗的運動家，似乎士氣受到了影響，加上了老虎王牌肯尼·羅傑斯的封鎖，全場一分未得。
反觀老虎隊在首局就靠著2支安打外加一次保送得到2分，5局下Craig Monroe再補上一支全壘打，最終老虎就靠著這3分領先到最後，使得系列賽來到3勝0敗。

### 第四場
10月14日，底特律，聯信球場
| 奧克蘭運動家 | 2 | 0 | 0 | 1 | 0 | 0 | 0 | 0 | 0 | 3 | 8  | 1 |
| 底特律老虎 | 0 | 0 | 0 | 0 | 2 | 1 | 0 | 0 | 3 | 6 | 11 | 0 |
| 勝投： Wilfredo Ledezma（1–0） 敗投： 休斯頓·史崔特（0–1） 全壘打： 運動家：Jay Payton（4上,1分） 老虎：馬吉里歐·歐多尼茲 2（6下,1分，9下,3分） |   |   |   |   |   |   |   |   |   |   |    |   |

背水一戰的運動家，首局就打出氣勢，靠著Milton Bradley和艾瑞克·夏維茲的二壘安打得到2分。4局上，Jay Payton的陽春砲幫助運動家取得3比0領先。
不過5局下，老虎也靠著柯蒂斯·格蘭德森和Craig Monroe的二壘安打得到2分。接下來完全變成馬吉里歐·歐多尼茲的個人秀，他先在6局下擊出陽春砲追平比分，接著在9局下2出局輪到他打擊，他擊出一支再見3分砲，最後老虎以4連勝橫掃運動家，進軍世界大賽。